# Reggie Redding
Reggie Redding (nacido el 18 de julio de 1988 en Filadelfia, Pensilvania) es un jugador de baloncesto estadounidense que pertenece a la plantilla del Türk Telekom turco. Con 1,96 metros de estatura, juega en la posición de base.

## Trayectoria deportiva
Formado en la Universidad de Villanova, el jugador no fue elegido en el Draft de la NBA de 2010 y probó suerte el baloncesto chipriota, para más tarde jugar en Alemania en las filas del Walter Tigers Tübingen y Alba Berlin.
Redding en su segunda temporada en Berlín, tuvo un promedio de 11'1 puntos, 4'5 asistencias y 4'0 rebotes en la BBL alemana, y 12'4 puntos, 4'7 rebotes y 3'9 asistencias en la Euroliga, siendo uno de los mejores exteriores de la máxima competición.
En 2015, firma con el Darüşşafaka S.K..